# Destí
El destí és un concepte filosòfic, segons el qual el seguit d'esdeveniments futurs no es pot alterar, ja que està fixat per endavant per poders sobrenaturals. En conseqüència, és considerat com la causa ordenadora del món i de la història. Aquesta potència sobrehumana escaparia al control humà, guiaria el curs de la vida de tal manera que la conducta no és de lliure albir, sinó predestinada. Si l'humà està predestinat o no és una de les qüestions més reflexionades i obertes de la història humana. L'adveniment de la il·lustració amb la descripció científica de noves cadenes ineluctables de causa a efecte i sobretot el desenvolupament de la biologia i de la genètica van revifar la qüestió: quin és el grau de llibertat de l'humà, ja no determinat per un destí sobrenatural i abstracte però sí pel seu patrimoni genètic, la neurologia i l'endocrinologia?
El destí és una força cega, sense passió o intenció, ans al contrari de la maledicció que rau en la voluntat activa de divinitats o humans de castigar o noure altri. Al català contemporani és preferible diferenciar destí: «curs dels esdeveniments, sort reservada a cadascú» de destinació: «lloc d'arribada, finalitat», encara que diccionaris acceptin l'ús del mot destí al sentit de destinació. Als texts en grec antic es parla de μοῖρα «moira» o ανάγκη «ananke» i en llatí, fatum, fortuna «fat, destí».

## Concepció greco-romana
Els grecs consideraven el destí com una força superior, no només pels homes, sinó també pels mateixos déus. El destí era personificat per la deessa μοῖρα «Moira», equivalent al fatum o Parca en la mitologia romana. Divinitats semblants es troben en la mitologia nòrdica: les Nornes o la deessa bàltica Laima i les seves dues germanes.
Aquestes personificacions del destí, temudes i respectades pels déus, vestien túniques blanques i el seu número acabà fixant-se en tres, ja que en un principi eren concebudes com a divinitats indeterminades i abstractes, fins i tot com una sola deessa. Controlaven el fil metafòric de la vida de cada mortal des del naixement fins a la mort (i més enllà). Se les representava normalment com a tres dones hieràtiques i d'aspecte sever. Les tres Moires són: 
- Cloto (Κλωθώ, filadora), que filava el bri de la vida amb una filosa i un fus. El seu equivalent romà era Nona. Se la representa portant una roca.
- Làquesis (Λάχεσις, la que tira a sorts), que mesurava amb la seva vara la longitud del fil de la vida. El seu equivalent romà era Dècima, anàloga a Nona. Se la representa amb una vara, una ploma o un globus del món.
- Àtropos (Ἄτροπος, inexorable o inevitable, literalment «que no gira» sovint dita també Aisa), qui tallava el fil de la vida. Escollia la forma en què moria cada home, seccionant el bri amb les seves “detestables tisores” quan arribava l'hora. A vegades se la confonia amb Enni, una de les Graies. El seu equivalent romà era Morta (Mort), i és a qui va referida l'expressió “la Parca”, en singular. Se la representa amb unes tisores o una balança.

En altres ocasions, se’ls atribueix l'aparença de tres velles filadores o de tres melancòliques dames (una donzella, una matrona i una anciana). En la tradició grega, doncs, s'apareixien tres nits després del naixement d'un nadó per a determinar el curs de la seva vida. En origen molt bé podrien haver sigut deesses dels naixements, adquirint més tard el seu paper com a verdaderes senyores del destí. A causa de tot això, i especialment pel predominant paper d'Àtropos, les Moires inspiraven gran temor i reverència, encara que podien ésser adorades com altres deesses. Les núvies ateneses els oferien flocs de cabell i les esposes juraven per elles.
Les Moires també eren temudes i respectades pels déus. El mateix Zeus estava subjecte als seus designis, segons va admetre una vegada la sacerdotessa pítia de Delfos. Ananke, mare de les Moires, sorgí del no res al començament dels temps formada per si mateixa com a ésser incorpori i serpentí, els braços estesos del qual abraçaven tot l'univers. Des de la seva aparició, Ananke està entrellaçada amb el seu company, Cronos, la personificació del temps.
Junts rodejaren l'ou primigeni de matèria sòlida en el seu enllaç constrictiu i el dividiren en les seves parts constituents (terra, cel i mar), causant així la creació de l'univers ordenat. Van restar eternament entrellaçats com les forces del destí i el temps que rodegen l'univers, guiant la rotació dels cels i l'interminable pas del temps. Ambdós eren molt lluny de l'abast dels déus més joves, els destins dels quals es deia que també controlaven. En la tradició òrfica es deia que Ananke era filla d'Hydros (l'Oceà primigeni) i Thesis (la primigènia Tethis), i mare juntament amb Cronos d'Èter i Èreb o Fanes.

## Concepció religiosa
La majoria de les religions han cregut en formes de destí especialment relacionades amb la predestinació, des del tao del confucianisme xinès o el karma de l'hinduisme, fins a la providència o gràcia del catolicisme. Aquest últim deixa cert marge a la llibertat o a la fèrria predestinació del calvinisme.
La predestinació catòlica sosté, des d'una doctrina determinista religiosa, que l'home se salva o condemna segons decideixi la lliure, omnipotent i eterna voluntat divina. El fatalisme del món clàssic grecoromà representa una concepció semblant, però el destí al qual es refereix és més aviat de tipus naturalista. Aquesta doctrina s'origina pròpiament dins del cristianisme, en les interpretacions que els pares de l'Església fan dels passatges de la Bíblia, tant del Vell com del Nou Testament, on es parla de la suprema llibertat divina per salvar a qui Déu vulgui. Després de moltes disputes sobre la llibertat i la gràcia, el calvinisme tendí a ressaltar, al segle xvi, l'aspecte de la doctrina augustiana que semblava afirmar una doble predestinació.
Així doncs, des d'un punt de vista religiós, el destí és un pla creat per Déu, i així no pot ésser modificat de cap manera. La salvació humana depèn sols de Déu (com el calvinisme o l'islam), ja que aquest sap per endavant el que passarà i que l'home no ho pot canviar. Això, per descomptat, exceptuant el coneixement judeocristià que, des de la Sagrada Escriptura, rebutja de pla l'existència d'una predestinació absoluta degut al lliure albir, que, entre altres coses, fa l'home ser imatge i semblança de Déu.

## Concepció filosòfica
El destí seria la successió incognoscible i inevitable de successos que transcorren en diferent lloc i temps, amb què la conseqüència del passat afecta a un o més fets futurs, així com a tota la xarxa de possibilitats del futur. En efecte, les accions presents deriven de les
passades i les futures de les presents. És un constructe metafísic i, com a tal, està sotmès a diferents interpretacions.
El destí es relacionaria amb la teoria de la causalitat (estoïcisme), que afirma que: «si tota acció comporta una
reacció, dos accions iguals tindran la mateixa reacció», a menys que es combinin diverses causes entre si fent impredictible als nostres ulls el
resultat. Res existeix per atzar, igual que res es crea del no res. Tot té una causa, i si té una causa estava predestinat a existir des del moment en què la causa sorgí. Com que la immensa quantitat de causes és impensable, ens és impossible conèixer-les totes i enllaçar-les entre si.
Alguna conseqüència aparent a tal possibilitat del destí seria, evidentment, la negació de la llibertat humana, que, no
obstant, pressuposa el problema de l'essència humana ja resolt. Els estoics són els primers a discutir sobre els problemes que, per a la llibertat de l'individu, planteja la necessitat causal del destí que tot ho embolica. No
d'escàs interès són les discussions lògiques dels estoics amb els megàrics sobre els futurs contingents, l'«argument mandrós» i l'«argument dominador».
En l'actualitat però, la referència al destí no pot ésser entesa més que com a figura literària del futur o, si de cas, metàfora per al·ludir a l'aspecte inescrutable i inabordable, en tota la seva profunditat, del succeir de la vida humana. La insistència racional en què no hi ha més «destí» ni un altre futur que el que l'home prepara amb el seu present, no aconsegueix evitar, no obstant això, el quotidià «argument mandrós» del que diu que «el que serà, serà».No s'entén per tal cosa que «succeirà el que succeirà», sinó que «succeirà el que ha de succeir».
D'altra manera, els qui creuen en el destí han intentat endevinar què passarà en un futur per estar preparats. L'endevinació, però, se sol considerar una pseudociència. Així, els profetes, el Tarot, els oracles o els diferents mètodes, per exemple, de llegir en entranyes d'animals o en boles de vidre, s'han vist com a supersticions per intentar desxifrar què succeirà en el futur.

## Art i literatura
El tema del destí en l'art i la literatura és bastament ampli, ja que afecta a la condició humana i als més diversos aspectes d'aquesta i de la pròpia experiència. Molts contes i llegendes mostren la inutilitat d'afrontar un destí inexorable, que ha estat predit pels oracles, àugurs o sacerdots. En aquesta franja de la literatura grega apareix la norma que fa visible aquesta impossibilitat de canviar el destí inexorable i natural d'una persona, així com tampoc és possible canviar la d'un animal o la de la mateixa naturalesa.

Es pot dir, llavors, que el destí estava fixat des del moment del naixement. Aquest concepte en la tragèdia grega està molt present, en què el personatge principal o heroi es rebel·la contra els déus o contra la pròpia societat, demostrant així el seu caràcter i la seva passió, els quals són actes inútils per evitar el clàssic esdeveniment final de la tragèdia: la mort o la bogeria. Un clar exemple de lluita contra el destí apareix en l'obra d'Èsquil, Els set contra Tebes. En aquesta obra el personatge principal, Etèocles, lluita per defensar la ciutat contra els qui la volen assetjar i haurà de lluitar, no només contra el seu germà, Polinices, sinó també contra el propi destí, com es veu en aquests exemples: 
Missatger:«Quines malediccions i quin destí sacsegen ara la nostra ciutat» 
Etèocles: «Per als déus ja no sóc un problema. Només esperen la meva mort. Què haig de fer si tinc un mortal destí?» 
Aquest model de revelació envers el destí també apareix en la literatura posterior. Per exemple, en la picaresca espanyola on l'antiheroi sempre vol escalar socialment lluitant contra la seva pròpia condició i naturalesa, que li ha sigut atorgada pel seu propi naixement, continuant així amb el model de la societat d'estaments de l'edat mitjana. La mateixa lluita contra la naturalesa interna es mostra també cap al segle xix amb el naturalisme, que prefereix la idea d'un determinisme biològic, econòmic i social. Aquest fet figura en obres d'Émile Zola o Thomas Hardy.